# Nemesvid
Nemesvid község Somogy vármegyében, a Marcali járásban.

## Fekvése
Somogy vármegye nyugati részén fekszik, Zalakomártól délkeletre; központján kelet-nyugati irányban a 6805-ös út halad át, délről, Vése felől pedig 6816-os út vezet idáig.

## Története
Vid települést középkorban a királyi szakácsok alapították, akik itt és a közeli Nagyszakácsi területén kaptak birtokot és jelentős adókedvezményeket. A török megszállás idején a település a koppányi szandzsákhoz tartozott. 1566-ban a szenyéri bég a vidi lakosságot Komár várának építéséhez rendelte ki, ám mivel ezt a helyi nemesek megtagadták, török martalócok támadtak rá és vittek véghez jelentős pusztítást a faluban.
1725-ben III. Károly a „nemes” előtagot adományozta a kisnemesi leszármazottak lakta településnek, 1827. október 10-én I. Ferenc magyar király pedig mezővárosi rangot és négy vásár tartására vonatkozó engedélyt adott Nemesvid elöljáróinak. 1837-től iskola is működik a faluban, mely később a második világháború idején a település határában elhunyt vadászpilóta, Hóy Tibor nevét vette fel. Az 1848–49-es forradalom és szabadságharc idején, a krónikák szerint, a településen élők különös bátorságról tettek tanúbizonyságot. A század második felében fellendült az élet: első gyógyszertárát 1874-ben nemeskéri Kiss István (1833–1884) alapította a „Megváltó” név alatt. Apai nagyapja dulici Duliczky János (1769–1823) gyógyszerész volt, aki 1797-ben alapította az első marcali gyógyszertárt. Kiss István édesapja, nemeskéri Kiss Gábor (1794–1863), tovább vitte apósa patikáját egészen haláláig, amikor fia átvette a vezetését. 1884-ben a megyében elsőként itt létesült pénzintézet, később társadalmi szervezetek sora alakult: volt kaszinó, olvasóegylet, ipartársulat, olvasókör, tűzoltóegylet, gazdakör és lövészklub. Híresek voltak a helyi kézművesek, bognárok, cipészek, kovácsok.
Nemesvid teljes vagyona 2010 őszén árverésre került.

## Közélete

### Polgármesterei
- 1990–1994: Árvai Tibor (MDF-FKgP)[7]
- 1994–1998: Árvai Tibor (független)[8]
- 1998–2002: Árvai Tibor (független)[9]
- 2002–2006: Dr. Árvai Tibor (SZDSZ)[10]
- 2006–2008: Dr. Árvai Tibor (független)[11]
- 2009–2010: Harmath István (független)[12]
- 2010–2012: Harmath István (független)[13]
- 2012–2014: Dr. Árvai Tibor (független)[14]
- 2014–2019: Kovács Sándor (független)[15]
- 2019–2024: Kovács Sándor (független)[16]
- 2024– : Kovács Sándor (független)[1]

A településen 2009. február 15-én időközi polgármester-választást tartottak, az előző polgármester lemondása miatt.
A következő önkormányzati ciklus félideje táján, 2012. november 25-én újból időközi polgármester-választást (és képviselő-testületi választást) kellett tartani Nemesviden, ezúttal az előző képviselő-testület önfeloszlatása miatt. A választáson a hivatalban lévő polgármester is elindult, de három jelölt közül, mindkét kihívójától messze lemaradva csak az utolsó helyet érte el.

## Népesség
A település népességének változása:
| Lakosok száma | 757  | 754  | 732  | 640  | 592  | 610  | 594  |
|               | 2013 | 2014 | 2015 | 2021 | 2022 | 2023 | 2024 |

A 2011-es népszámlálás során a lakosok 82,6%-a magyarnak, 16% cigánynak, 4,8% németnek, 0,3% románnak mondta magát (14,3% nem nyilatkozott; a kettős identitások miatt a végösszeg nagyobb lehet 100%-nál). A vallási megoszlás a következő volt: római katolikus 61,7%, református 1,5%, felekezet nélküli 17,3% (18,2% nem nyilatkozott).
2022-ben a lakosság 76,9%-a vallotta magát magyarnak, 16,9% cigánynak, 6,3% németnek, 0,2-0,2% szlováknak, görögnek, örménynek és ruszinnak, 1,7% egyéb, nem hazai nemzetiségűnek (16,9% nem nyilatkozott; a kettős identitások miatt a végösszeg nagyobb lehet 100%-nál). Vallásuk szerint 51% volt római katolikus, 1,7% református, 0,5% evangélikus, 0,2% görög katolikus, 0,2% egyéb keresztény, 0,8% egyéb katolikus, 18,1% felekezeten kívüli (27,5% nem válaszolt).

## Nevezetességei
- Turul-szoborral díszített világháborús emlékmű[21]

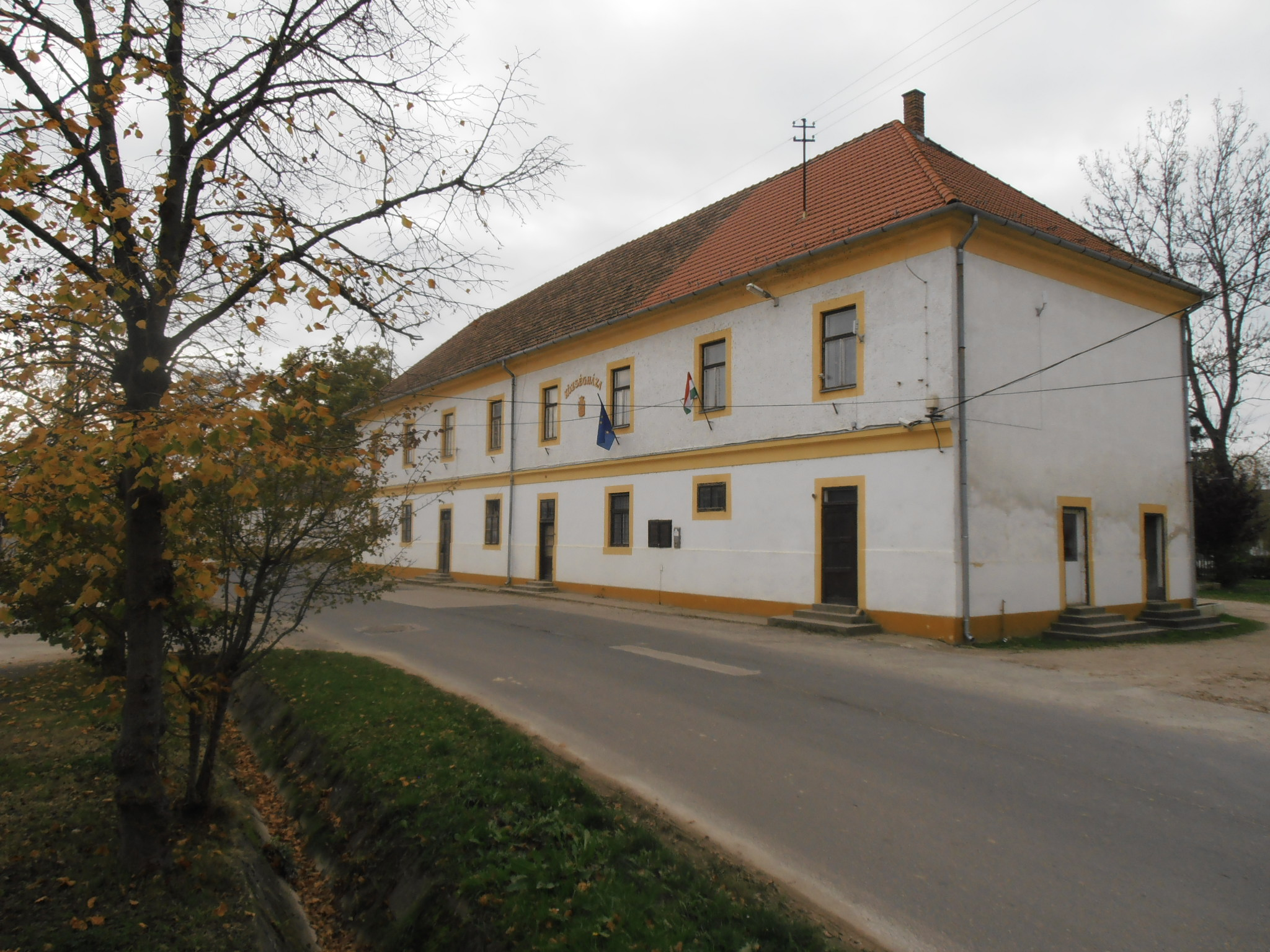
A községháza
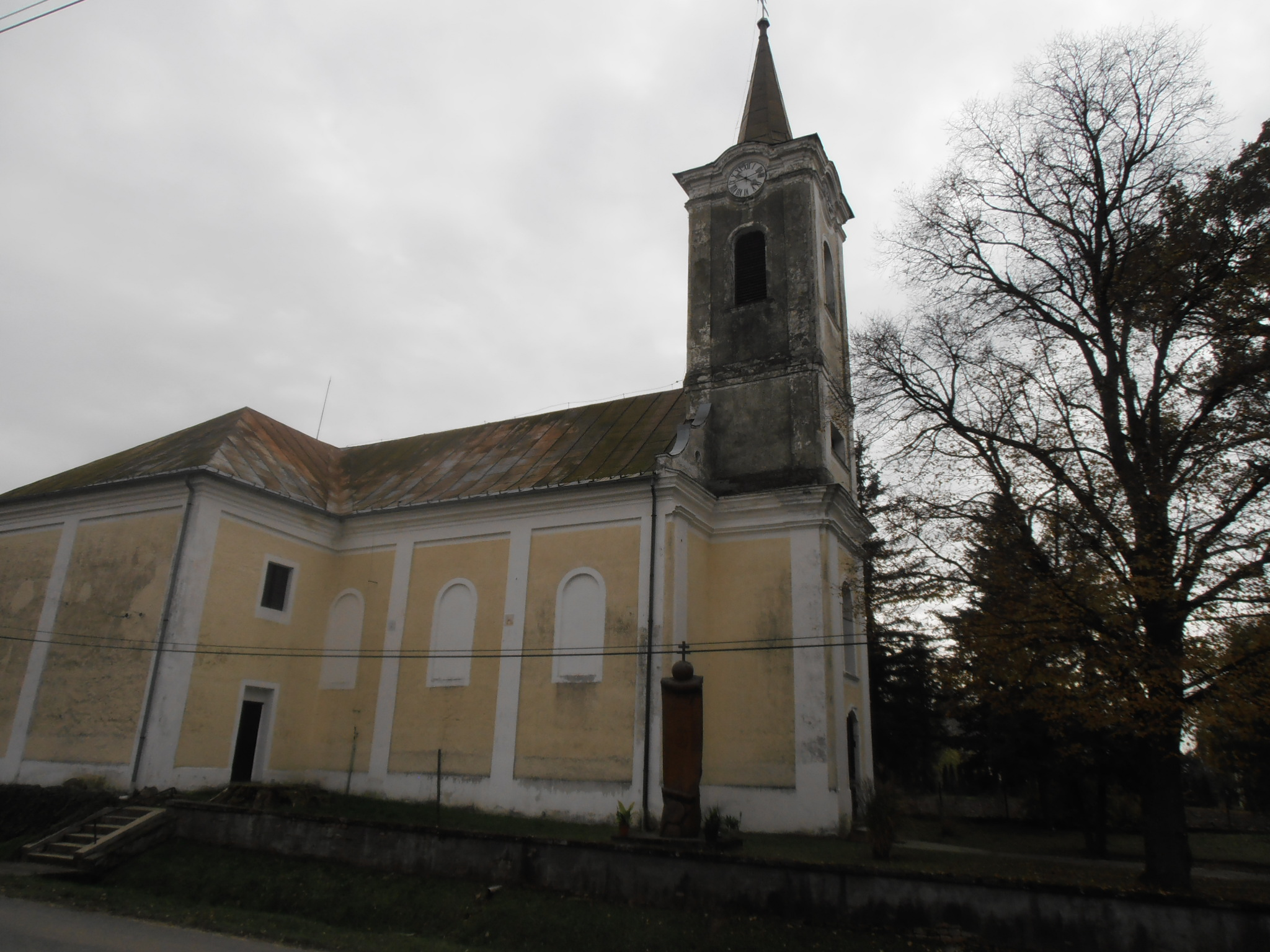
A katolikus templom
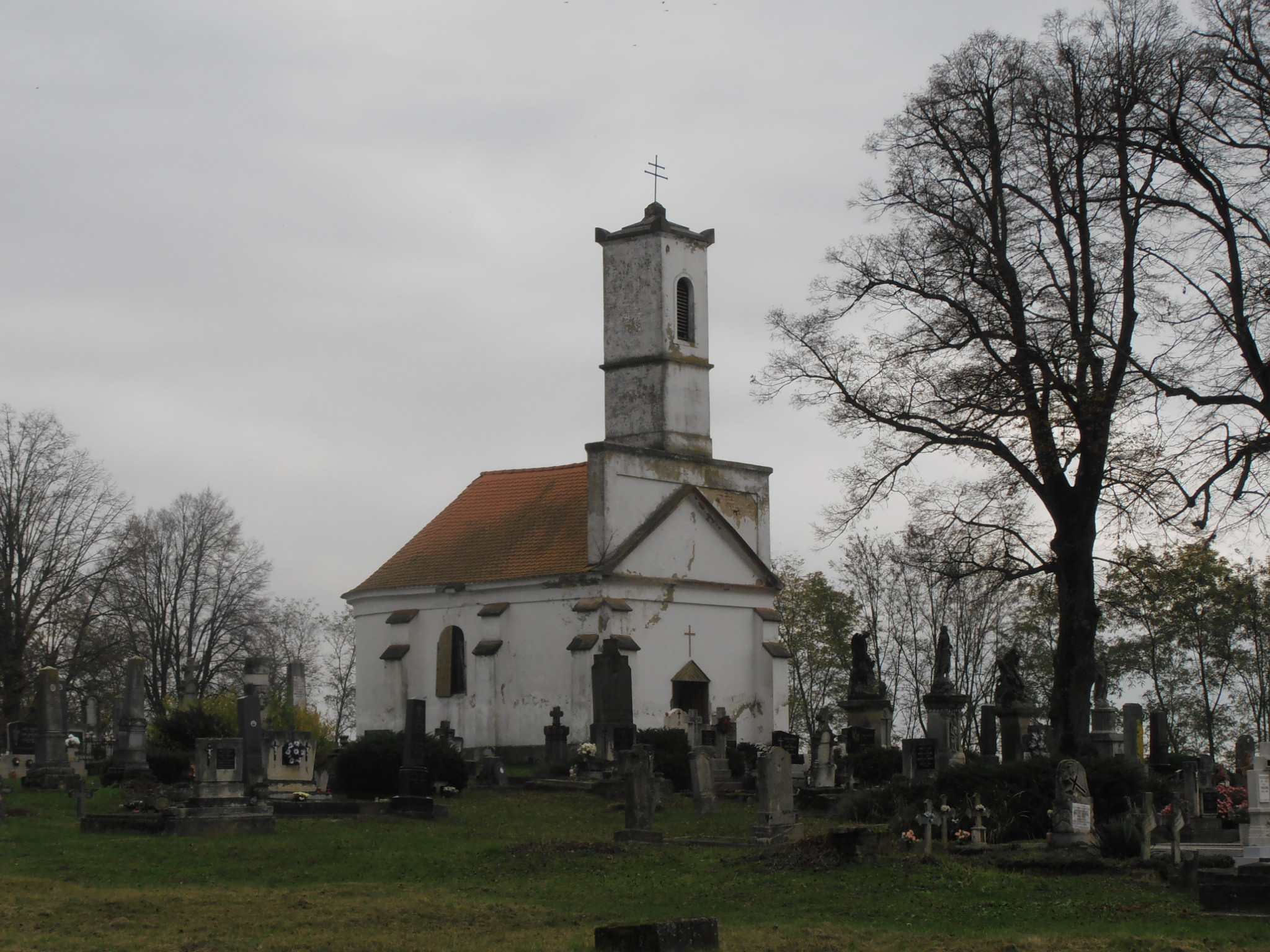
A Szent Mihály-kápolna, a temetőben